# Álvaro Obregón
Álvaro Obregón Salido (Navojoa, Sonora, 19 de fevereiro de 1880 – Cidade do México, 17 de julho de 1928) foi presidente do México entre 1920 e 1924. Nascido na Hacienda de Siquisiva, em Navojoa, Sonora, iniciou a sua carreira política como presidente do município de Huatabampo. Nesta altura, apoiou o presidente Francisco Madero contra uma revolta liderada por Pascual Orozco. Quando Madero foi deposto e assassinado durante uma revolta liderada por Félix Díaz e Victoriano Huerta (e apoiada pelo embaixador dos Estados Unidos no México, Henry Lane Wilson), Obregón juntou-se a Venustiano Carranza na revolta contra o novo governo de Huerta que levaria à renúncia deste em 14 de Julho de 1914.

## Carreira militar
Como chefe militar, Obregón foi um grande apoiante de Carranza quando este subiu ao poder, ajudando-o, como Ministro da Guerra e da Marinha, a repelir as forças comandadas por Pancho Villa e Emiliano Zapata. Os exércitos de Obregón e de Villa enfrentaram-se em quatro batalhas. A primeira ocorreu em 6 e 7 de abril de 1915, terminando com a retirada das forças villistas. A segunda, em Celaya, Guanajuato, teve lugar de 13 a 15 de abril, durante a qual o ataque de Villa à cidade de Celaya foi repelido. A terceira foi a longa e decisiva batalha de posições de Trinidad e Santa Ana del Conde, que decorreu entre 29 de abril e 5 de junho. Villa foi novamente derrotado por Obregón (que perdeu o seu braço direito durante os combates). Villa fez uma derradeira tentativa para deter o exército de Obregón em Aguascalientes, em 10 de julho, mas sem sucesso.
Estas quatro batalhas são coletivamente conhecidas como a Batalha de Celaya, o maior confronto militar na história da América Latina até à guerra das Malvinas de 1982. Obregón distinguiu-se nesta campanha ao ser um dos primeiros mexicanos a compreender que a introdução de modernas peças de artilharia e, sobretudo, das metralhadoras, havia movido a vantagem no campo de batalha para as forças em posição defensiva. De facto, enquanto Obregón estudava esta mudança e a utilizava na defesa de Celaya, os generais nas trincheiras europeias durante a Primeira Guerra Mundial ainda advogavam o recurso a sangrentas, e quase sempre mal sucedidas, cargas maciças de infantaria.

## Carreira política
Obregón regressou à política em 1920, esperando suceder a Carranza como presidente. Quando se tornou evidente que Carranza desejava assegurar-se que seria Ignacio Bonillas a suceder-lhe, Obregón organizou uma revolta militar contra o presidente (plano de Agua Prieta, 1920). As suas forças foram incrementadas pelo general Benjamín Hill e várias facções zapatistas como a liderada por Genovevo de la O. A revolta liderada por Obregón foi bem sucedida e Carranza foi deposto. Carranza seria morto no estado de Puebla durante uma emboscada liderada pelo general Rudolfo Herrera, enquanto tentava abandonar da Cidade do México em direcção a Veracruz a cavalo. Nos seis meses seguintes à deposição de Carranza, Adolfo de la Huerta foi presidente provisional, até que fossem convocadas eleições, das quais Obregón sairia vitorioso.
Os quatro anos de governo de Álvaro Obregón ficaram conhecidos pelas reformas agrária e anticlerical e pelo estabelecimento de boas relações diplomáticas com os Estados Unidos, baseadas na venda de petróleo mexicano no mercado dos Estados Unidos. O maior incómodo durante o seu mandato foi uma revolta liderada por Adolfo de la Huerta, que se via como seu sucessor natural, enquanto que Obregón preferia Plutarco Elías Calles, o qual seria efectivamente eleito presidente, sucedendo a Obregón.
Em 1928, Obregón candidatou-se novamente à presidência do México, conseguindo a vitória numa eleição duramente disputada. Após regressar à Cidade do México para comemorar a sua vitória eleitoral, foi assassinado por José de León Toral (um seminarista que se opunha às suas políticas anticlericais), num restaurante, em 17 de julho de 1928.

## Curiosidades
- A ele é atribuída a frase: "Não tema os inimigos que te atacam; tenha medo dos amigos que te bajulam".